# Weißenbach (Lavant)
Der Weißenbach ist ein rechter Nebenfluss der Lavant in Kärnten, Österreich.

## Verlauf
Der Weißenbach entspringt in rund 1500 Meter Seehöhe östlich des Klippitztörls. Er wird hier auch Klippitzbach genannt. In seinem gesamten Verlauf fließt er in südöstlicher Richtung am östlichen Abhang der Saualpe und mündet in Wolfsberg in die Lavant.

## Orte
Nach etwa der halben Fließstrecke wird das Tal breiter, hier liegt der kleine Ort Bad Weißenbach, wo sich auch ein Gesundheitszentrum mit Thermalwasser befindet. Etwa drei Kilometer vor Wolfsberg durchfließt der Weißenbach den Ort Sankt Margarethen im Lavanttal. Nach der Unterquerung der Südautobahn fließt der Bach durch den Ortsteil Sankt Jakob, dann südlich am Bahnhof vorbei und mündet vor Priel in die Lavant.

## Nebenbäche
Das Einzugsgebiet des Weißenbachs liegt in der Stadtgemeinde Wolfsberg und umfasst 56,2 Quadratkilometer. Die größten Nebenbäche sind:
| Name           | Mündungsseite | Mündungsort    | Einzugsgebiet in km² |
| -------------- | ------------- | -------------- | -------------------- |
| Klippitzbach   | (Quellbach)   |                | 07,6                 |
| Schleinzbach   | rechts        |                | 01,5                 |
| Raflerbach     | links         |                | 02,8                 |
| Litzerbach     | rechts        |                | 15,7                 |
| Preimsbach     | links         | Ghf. Perner    | 01,0                 |
| Oberleidenbach | links         |                | 01,3                 |
| Karnerbach     | links         | Bad Weißenbach | 01,5                 |
| Ragglbach      | links         | Sankt Jakob    | 05,5                 |